# Peter Stöger
Peter Stöger (nacido el 11 de abril de 1966 en Viena, Austria) es un exjugador y entrenador de fútbol austriaco. Actualmente es director deportivo del FC Admira Wacker Mödling de la Primera Liga de Austria.

## Carrera como jugador
En su etapa como futbolista, Stöger era centrocampista. Debutó a nivel profesional con el Favoritner AC Wien en 1985, pero al año siguiente se fue al Vorwärts Steyr. Luego jugó en el Austria de Viena durante seis años, equipo con el cual ganó tres Bundesligas consecutivas. También fue futbolista del Rapid de Viena, llegando a la final de la Copa de la UEFA 1995-96, que ganó el París Saint-Germain. Regresó al Austria de Viena y también jugó en el VfB Admira Wacker Mödling. Finalmente, se retiró en 2004, formando parte del SC Untersiebenbrunn.
Stöger fue internacional absoluto con Austria en 65 partidos en los que marcó 15 goles.

## Carrera como entrenador
Stöger comenzó su trayectoria como técnico en el Austria de Viena, equipo al que dirigió entre mayo y diciembre de 2005.
Posteriormente, entrenó al First Vienna durante casi tres años, al Grazer AK y al SC Wiener Neustadt durante una temporada.
En mayo de 2012, Stöger regresó al Austria de Viena, llevando a este equipo a proclamarse campeón de la Bundesliga pese a que su gran rival, el Red Bull Salzburg, contaba con un presupuesto mayor.
En junio de 2013, firmó por el 1. FC Colonia, con el que fue campeón de la 2. Bundesliga y en consecuencia ascendió a la 1. Bundesliga al año siguiente. El conjunto alemán se mantuvo en la élite sin problemas en las dos temporadas siguientes; y en la Bundesliga 2016-17, obtuvo el 5.º puesto, logrando clasificarse para la Liga Europa. Sin embargo, Stöger fue despedido en diciembre de 2017, tras sumar 3 empates y 11 derrotas en las 14 primeras jornadas de la Bundesliga 2017-18, siendo el peor inicio de la historia del campeonato alemán.
Una semana después de su salida del 1. FC Colonia, fue contratado por el Borussia Dortmund hasta final de temporada. El 12 de mayo de 2018, tras llevar al equipo alemán al 4.º puesto en la Bundesliga, anunció su marcha del club.
El 31 de julio de 2020 volvió al Austria de Viena. Al término de la temporada ficha por el Ferencváros de la NB1. El 13 de diciembre de 2021, fue despedido del Ferencváros.

## Clubes

### Como jugador
| Club                      | País    | Año       | Partidos | Goles |
| ------------------------- | ------- | --------- | -------- | ----- |
| Favoritner AC Wien        | Austria | 1985-1986 | ¿?       | ¿?    |
| Vorwärts Steyr            | Austria | 1986-1987 | 15       | 0     |
| First Vienna              | Austria | 1987-1988 | 36       | 6     |
| Austria de Viena          | Austria | 1988-1994 | 181      | 52    |
| FC Tirol Innsbruck        | Austria | 1994-1995 | 35       | 6     |
| Rapid de Viena            | Austria | 1995-1997 | 84       | 17    |
| LASK Linz                 | Austria | 1997-1998 | 32       | 5     |
| Austria de Viena          | Austria | 1999-2000 | 35       | 4     |
| VfB Admira Wacker Mödling | Austria | 2000-2002 | 47       | 6     |
| SC Untersiebenbrunn       | Austria | 2002-2004 | 62       | 29    |

### Como entrenador
| Club               | País     | Año       | P   | PG | PE | PP | % v.   |
| ------------------ | -------- | --------- | --- | -- | -- | -- | ------ |
| Austria de Viena   | Austria  | 2005      | 31  | 17 | 8  | 6  | 63.44% |
| First Vienna       | Austria  | 2007-2010 | 79  | 38 | 13 | 28 | 53.59% |
| Grazer AK          | Austria  | 2010-2011 | 15  | 9  | 5  | 1  | 71.11% |
| SC Wiener Neustadt | Austria  | 2011-2012 | 37  | 6  | 15 | 16 | 29.73% |
| Austria de Viena   | Austria  | 2012-2013 | 42  | 30 | 7  | 5  | 76.98% |
| 1. FC Colonia      | Alemania | 2013-2017 | 168 | 60 | 54 | 54 | 46.43% |
| Borussia Dortmund  | Alemania | 2017-2018 | 24  | 10 | 8  | 6  | 52.78% |
| Austria de Viena   | Austria  | 2020-2021 | 39  | 17 | 9  | 13 | 43.59% |
| Ferencváros        | Hungría  | 2021      | 31  | 18 | 2  | 11 | 58.06% |